# Sunoko
Sunoko д.о.о. је српско-немачка компанија основана у Новом Саду 2005. године.
Компанија је основана са 51% у саставу немачке компаније Nordzucker и 49% MK Commerce. Почетком 2010. већинско власништво припало је МК Group.
У свом саставу има три шећеране:
- „Бачка“ - Врбас
- „Доњи Срем“ - Пећинци
- „Јединство“ - Ковачица
- Бач